# Yesh Din
Yesh Din is een onafhankelijke non-gouvermentele (NGO) mensenrechtenorganisatie in Israël. De organisatie is opgericht in 2005 en beschermt sindsdien de rechten van Palestijnen die in de Palestijnse door Israël bezette gebieden (OPT) leven onder de bezetting van het Israëlisch defensieleger (IDF). 
Yesh Din verzamelt documenten en verspreidt informatie over zowel systematische mensenrechtenschendingen als over individuele of structurele gevallen in de OPT (Occupied Palestinian Territory). 
Publiekelijk en wettelijk wijst de organisatie de Israëlische autoriteiten uitdrukkelijk op hun plicht om te voldoen aan het internationale mensenrecht ten aanzien van de bescherming van de Palestijnen. Daarnaast houdt Yes Din zich bezig met bewustwording ervan bij het publiek.
Het accent ligt daarbij op het toepassen van de wet: 
- op kolonisten en andere Israëlische burgers
- op personeel van de Israëlische veiligheidsmacht om verantwoording en rekenschap af te leggen van aanvallen en misdaden tegen Palestijnen
- op onrecht en mensenrechtenschendingen met betrekking tot landroof van Palestijns land en het verhinderen van toegang van Palestijnen tot hun land en bezittingen

Maatschappelijke en politieke thema's waarop Yes Din zich op richt met betrekking tot de mensenrechtenschendingen (onderwerpen die in toenemende mate in Israëlische wetten worden vastgelegd):  
- de bezettingspolitiek
- de Israëlische nederzettingen
- het kolonistengeweld en -terreur
- onafhankelijk onderzoek en het afleggen van verantwoording
- apartheid
- annexatie van grondgebied

## Informatieblad kolonistengeweld
Van 2005 tot september 2024 heeft Yesh Din 1701 onderzoeksdossiers van geweldszaken door Israëlische burgers tegen Palestijnen op de Westelijke Jordaanoever (exclusief Oost-Jeruzalem) gecontroleerd. In december 2024 bracht Yesh Din een informatieblad (datasheet) uit, waarin gegevens van kolonistengeweld over deze periode van 20 jaar opgetekend en beschreven waren. Daaruit blijkt dat 94% van alle, door de Israëlische politie geopende, onderzoekdossiers over het kolonistengeweld tegen Palestijnen op de Westelijke Jordaanoever in de afgelopen twintig jaar eindigde zonder tenlastelegging.